# Башиговци
Башиговци су насељено мјесто у саставу општине Живинице, Федерација Босне и Херцеговине, БиХ.

## Географски положај
Башиговци се налазе у југоисточном дијелу општине Живинице, на удаљености око 6 км од центра града. Граниче са сљедећим селима: на сјеверу са Дубравама, на истоку са Лукавицом, на западу са Ковачима и на југозападу са Ђурђевиком. Насеље се састоји од више засеока, а то су: Шибић, Подољани, Ливада, Побрђани, Равнице, Росуље, Отава, Јелах, Пање и Траса.

## Становништво
| Националност       | 1991.          | 1981.          | 1971.          |
| Муслимани          | 2.022 (99,16%) | 1.964 (99,59%) | 1.672 (98,93%) |
| Срби               | 4 (0,19%)      | 4 (0,20%)      | 5 (0,29%)      |
| Хрвати             | 0              | 0              | 1 (0,05%)      |
| Југословени        | 2 (0,09%)      | 4 (0,20%)      | 2 (0,11%)      |
| остали и непознато | 11 (0,53%)     | 0              | 10 (0,59%)     |
| Укупно             | 2.039          | 1.972          | 1.690          |